# Aya Sugimoto
Aya Sugimoto (杉本 彩?, Sugimoto Aya; Kyoto, 19 luglio 1968) è un'attrice, cantante, modella, ballerina e scrittrice di romanzi erotici giapponese.

## Carriera
Conosciuta in patria soprattutto per la carriera di cantante J-pop (con i singoli al top delle classifiche Usagi , Boys e Gorgeous) e di attrice, il suo ruolo più internazionalmente riconosciuto è stato quello della malvagia quanto umana Queen Beryl nella serie televisiva live action del 2003/2004 Bishōjo senshi Sailor Moon.
All'inizio del 2003, Aya fu scelta come portavoce di un prodotto chiamato B-Up Drops, o Bust Up Drops. Pubblicizzato come un integratore per diete che aiutasse a mantenere la forma del seno delle donne, creò un piccolo scandalo a causa della battuta recitata nello spot dall'attrice, allora trentaquattrenne.
A luglio del 2003, Aya ha divorziato dal marito con la quale era sposata da 11 anni. La causa del divorzio ha creato ulteriore scandalo, in quanto il motivo addotto dall'attrice è stato la mancanza di sesso nella vita matrimoniale. Dopo la notorietà ottenuta proprio grazie ai gossip riguardanti il divorzio, Aya è divenuta un'ospite fissa del talk show del venerdì notte di TV Tokyo, Yearnings of the Goddess. Successivamente, ha scritto anche un romanzo erotico divenuto bestseller in patria. Nel 2004, ha recitato nell'adattamento cinematografico diretto da Takashi Ishii del romanzo Flower and Snake, scritto da Oniroku Dan. 
Lavorando con il maestro del bondage Go Arisue, ha interpretato il ruolo che era stato di Naomi Tani nella versione del 1974 dello stesso film, diretto da Masaru Konuma.
A settembre del 2008, Aya Sugimoto è diventata la prima modella giapponese a posare nuda in un calendario internazionale a scopo benefico, per la campagna anti-pellicce della PETA.

## Discografia

### Album
- Aya (1988)
- Mizu no Naka no Chiisana Taiyou (水の中の小さな太陽) (1988)
- Shakunetsu Densetsu (灼熱伝説) (1989)
- Body&Soul (1990)
- Japanese Dream (1990)
- Shiseikatsu (私生活) (1991)
- Femme Fatale (1995)

### Singoli
- Boys (1988)
- 13 Hi no Hana (13日のハナ) (1988)
- Nichiyoubi wa Dame yo (日曜日はダメよ) (1989)
- B & S (1990)
- Ukigi (1990)
- Gorgeous (ゴージャス) (1990)
- Kagayaitete... (輝いてて・・・) (1991)
- Ai ga Shiritai (愛が知りたい) (1992)
- Le Soir ~Eien no Wakare~ (Le SOIR～永遠の別れ～) (1993)

## Filmografia

### Cinema
- 2009: BLOOD (BURADDO), diretto da Ten Shimoyama
- 2006: Ghost Train (Otoshimono), diretto da Takeshi Furusawa
- 2006: Trapped Ashes, diretto da Sean S. Cunningham, John Gaeta, Monte Hellman, Ken Russell e Joe Dante
- 2006: LoveDeath, diretto da Ryūhei Kitamura
- 2005: Hana to hebi 2: Pari/Shizuko, diretto da Takashi Ishii
- 2005: Gokudô no onna-tachi: Jôen, diretto da Hajime Hashimoto
- 2004: Girlfriend: Someone Please Stop the World, diretto da Ryuichi Hiroki
- hana to hebi, regia Takashi Ishii, nel 2004
- 2002: Ultraman Cosmos 2: The Blue Planet (Urutoraman Kosumosu: Buru Puranetto), diretto da Tsugumi Kitaura
- 1998: Ultraman Tiga & Ultraman Dyna: Warriors of the Star of Light (Urutoraman Tiga & Urutoraman Daina: Hikari no hoshi no senshi tachi), diretto da Kazuya Konaka
- 1994: A New Love in Tokyo (Ai no shinsekai), diretto da Banmei Takahashi
- 1993: Megami ga kureta natsu, diretto da Takeo Imai
- 1987: Shonan bakusozoku: Bomber Bikers of Shonan (Shônan bakusôzoku), diretto da Nobutaka Nishizawa e Daiki Yamada

### Televisione
- Bishōjo senshi Sailor Moon - Queen Beryl
- Jigoku Shōjo (serie televisiva) - Hone Onna